# Liste der Baudenkmale in Dümmer
In der Liste der Baudenkmale in Dümmer sind alle Baudenkmale der Gemeinde Dümmer (Landkreis Ludwigslust-Parchim) und ihrer Ortsteile aufgelistet (Stand: Januar 2021).

## Dümmer
| ID | Lage                                       | Bezeichnung                                                      | Beschreibung | Bild                                                             |
| -- | ------------------------------------------ | ---------------------------------------------------------------- | ------------ | ---------------------------------------------------------------- |
|    | Dorfstraße                                 | Gefallenendenkmal 1870/71 mit Friedenseiche                      |              |                                                                  |
|    | Dorfstraße 35 (Karte)                      | Wohnhaus                                                         |              | Wohnhaus                                                         |
|    | Dümmerhütte Forstweg 12/13 (Karte)         | Forsthof mit Wohnhaus, Stall, Scheune, Backhaus und Trockenmauer |              | Forsthof mit Wohnhaus, Stall, Scheune, Backhaus und Trockenmauer |
|    | Dümmerhütte Överkiek 2 (Karte)             | Wohnhaus                                                         |              |                                                                  |
|    | Dümmerhütte Dorf Stücker Straße 10 (Karte) | Wohnhaus                                                         |              | Wohnhaus                                                         |

## Parum
| ID | Lage                       | Bezeichnung                                        | Beschreibung | Bild                                               |
| -- | -------------------------- | -------------------------------------------------- | ------------ | -------------------------------------------------- |
|    | Alte Dorfstraße 9 (Karte)  | Wohnhaus                                           |              |                                                    |
|    | Alte Dorfstraße 13 (Karte) | Pfarrhaus mit Backhaus u.Feldsteintrockenmauer     |              |                                                    |
|    | Alte Dorfstraße 16 (Karte) | Gasthaus                                           |              |                                                    |
|    | Alte Dorfstraße            | Gefallenendenkmal 1914/18                          |              |                                                    |
|    | Gries Enn 1 (Karte)        | Wohnhaus                                           |              |                                                    |
|    | (Karte)                    | Kirche mit freistehendem Turm sowie Feldsteinmauer |              | Kirche mit freistehendem Turm sowie Feldsteinmauer |
|    | Rotensteiner Weg 1 (Karte) | Hallenhaus                                         |              |                                                    |
|    | Rotensteiner Weg 3 (Karte) | Hallenhaus                                         |              |                                                    |

## Walsmühlen
| ID | Lage                    | Bezeichnung               | Beschreibung                                            | Bild                      |
| -- | ----------------------- | ------------------------- | ------------------------------------------------------- | ------------------------- |
|    | Walsmühler Straße       | Gefallenendenkmal 1914/18 |                                                         | Gefallenendenkmal 1914/18 |
|    | Zum Gutshaus 14 (Karte) | Amtshaus (ehem. Gutshaus) | 2-gesch. Fachwerkbau mit Rotsteinfachungen und Walmdach |                           |

## Ehemalige Denkmale

### Dümmer
| ID | Lage                  | Bezeichnung | Beschreibung | Bild |
| -- | --------------------- | ----------- | ------------ | ---- |
|    | Dorfstraße 38 (Karte) | Scheune     |              |      |
|    | Dorfstraße 39 (Karte) | Hallenhaus  |              |      |